# Campionat del Món d'atletisme de 2007 - 100 metres masculins
Els 100 metres masculins al campionat del Món d'atletisme de 2007 van tenir lloc a l'estadi Nagai els dies 25 i 26 d'agost.

## Medallistes
| Or     | Tyson Gay · Estats Units (USA) |
| Argent | Derrick Atkins · Bahames (BAH) |
| Bronze | Asafa Powell · Jamaica (JAM)   |

## Rècords
Els rècords del món i del campionat abans de la prova eren els següents.
| Rècord del Món       | Asafa Powell (JAM)  | 9.77 | Atenes, Grècia        | 14 de juny de 2005 |
| Rècord del Món       | Asafa Powell (JAM)  | 9.77 | Gateshead, Anglaterra | 11 de juny de 2006 |
| Rècord del Món       | Asafa Powell (JAM)  | 9.77 | Zúric, Suïssa         | 18 d'agost de 2006 |
| Rècord del campionat | Maurice Greene (USA | 9.80 | Sevilla, Espanya      | 22 d'agost de 1999 |

## Resultats

### Final
La final va ser el 26 d'agost a les 22:20 hores (UTC+9). El vent va ser de -0,5 metres per segon.
| Posició           | Atleta                 | Temps | Notes                        |
| ----------------- | ---------------------- | ----- | ---------------------------- |
| Medalla d'or      | Tyson Gay (USA)        | 9.85  |                              |
| Medalla de plata  | Derrick Atkins (BAH)   | 9.91  | Rècord nacional              |
| Medalla de bronze | Asafa Powell (JAM)     | 9.96  |                              |
| 4                 | Olusoji Fasuba (NGR)   | 10.07 | Millor temps de la temporada |
| 5                 | Churandy Martina (AHO) | 10.08 |                              |
| 6                 | Marlon Devonish (GBR)  | 10.14 |                              |
| 7                 | Matic Osovnikar (SLO)  | 10.23 |                              |
| 8                 | Marc Burns (TRI)       | 10.29 |                              |

### Semifinals
Els quatre primers classificats de cada semifinal (Q) passaven a la final.
La primera semifinal va ser el 26 d'agost a les 20:10 (UTC+9). El vent va ser de 0.3 metres per segon.
| Posició | Atleta                  | Temps | Notes                        |
| ------- | ----------------------- | ----- | ---------------------------- |
| 1       | Derrick Atkins (BAH)    | 10.04 | Q                            |
| 2       | Asafa Powell (JAM)      | 10.08 | Q                            |
| 3       | Matic Osovnikar (SLO)   | 10.17 | Q                            |
| 4       | Marc Burns (TRI)        | 10.21 | Q                            |
| 5       | Kim Collins (SKN)       | 10.21 | Millor marca de la temporada |
| 6       | Craig Pickering (GBR)   | 10.29 |                              |
| 7       | Brendan Christian (ANT) | 10.29 |                              |
| 8       | Nobuharu Asahara (JAP)  | 10.36 |                              |

La segona semifinal va ser el 26 d'agost a les 20:18 (UTC+9). El vent va ser de 0.1 metres per segon.
| Posició | Atleta                   | Temps | Notes                        |
| ------- | ------------------------ | ----- | ---------------------------- |
| 1       | Tyson Gay (USA)          | 10.00 | Q                            |
| 2       | Marlon Devonish (GBR)    | 10.12 | Q                            |
| 3       | Churandy Martina (AHO)   | 10.15 | Q                            |
| 4       | Olusoji Fasuba (NIG)     | 10.18 | Q                            |
| 5       | Mark Lewis-Francis (GBR) | 10.19 |                              |
| 6       | Anson Henry (CAN)        | 10.20 | Millor marca de la temporada |
| 7       | Nesta Carter (JAM)       | 10.28 |                              |
| 8       | Clement Campbell (JAM)   | 10.28 |                              |

### Quarts de final
Els quatre primers classificats de cada sèrie (Q) passaven a semifinals.
La primera sèrie de quarts de final va ser el 25 d'agost a les 20:15 (UTC+9). El vent va ser de 0,8 metres per segon.
| Posició | Atleta                  | Temps | Notes               |
| ------- | ----------------------- | ----- | ------------------- |
| 1       | Asafa Powell (JAM)      | 10.01 | Q                   |
| 2       | Derrick Atkins (BAH)    | 10.02 | Q                   |
| 3       | Matic Osovnikar (SLO)   | 10.13 | Q / Rècord nacional |
| 4       | Nobuharu Asahara (JAP)  | 10.16 | Q                   |
| 5       | Rosario La Mastra (ITA) | 10.32 |                     |
| 6       | Dariusz Kuc (POL)       | 10.37 |                     |
| 7       | Martial Mbandjock (FRA) | 10.39 |                     |
| 8       | Richard Thompson (TRI)  | 10.44 |                     |

La segona sèrie de quarts de final va ser el 25 d'agost a les 20:21 (UTC+9). El vent va ser de -0,5 metres per segon.
| Posició | Atleta                      | Temps | Notes |
| ------- | --------------------------- | ----- | ----- |
| 1       | Tyson Gay (USA)             | 10.06 | Q     |
| 2       | Marlon Devonish (GBR)       | 10.13 | Q     |
| 3       | Olusoji Fasuba (NIG)        | 10.24 | Q     |
| 4       | Clement Campbell (JAM)      | 10.28 | Q     |
| 5       | Simoni Collio (ITA)         | 10.31 |       |
| 6       | Keston Bledman (TRI)        | 10.33 |       |
| 7       | Ángel David Rodríguez (ESP) | 10.39 |       |
| 8       | Jan Žumer (SLO)             | 10.44 |       |

La tercera sèrie de quarts de final va ser el 25 d'agost a les 20:27 (UTC+9). El vent va ser de -0,6 metres per segon.
| Posició | Atleta                   | Temps | Notes                            |
| ------- | ------------------------ | ----- | -------------------------------- |
| 1       | Churandy Martina (AHO)   | 10.10 | Q                                |
| 2       | Mark-Lewis Francis (GBR) | 10.17 | Q / Millor marca de la temporada |
| 3       | Anson Henry (CAN)        | 10.20 | Q / Millor marca de la temporada |
| 4       | Nesta Carter (JAM)       | 10.23 | Q                                |
| 5       | J-Mee Samuels (USA)      | 10.29 |                                  |
| 6       | Patrick Johnson (AUS)    | 10.29 |                                  |
| 7       | Sherwin Vries (RSA)      | 10.36 |                                  |
| 8       | Jan Žumer (ROM)          | 10.41 |                                  |

La quarta sèrie de quarts de final va ser el 25 d'agost a les 20:33 (UTC+9). El vent va ser de -0,3 metres per segon.
| Posició | Atleta                  | Temps | Notes |
| ------- | ----------------------- | ----- | ----- |
| 1       | Craig Pickering (GBR)   | 10.21 | Q     |
| 2       | Marc Burns (TRI)        | 10.21 | Q     |
| 3       | Brendan Christian (ANT) | 10.26 | Q     |
| 4       | Kim Collins (SKN)       | 10.30 | Q     |
| 5       | Naoki Tsukahara (JAP)   | 10.31 |       |
| 6       | Vicente de Lima (BRA)   | 10.38 |       |
| 7       | Henry Vizcaino (CUB)    | 10.40 |       |
| 8       | Joshua Ross (AUS)       | 10.42 |       |

### Sèries
Els tres primers de cada sèrie (Q) més els vuit més ràpids (q) passaven als quarts de final.
La primera sèrie va ser el 25 d'agost a les 12.10 hores (UTC+9). El vent va ser d'1,0 metres per segon.
| Posició | Atleta                    | Temps | Notes                            |
| ------- | ------------------------- | ----- | -------------------------------- |
| 1       | Nobuharu Asahara (JAP)    | 10.14 | Q / Millor marca de la temporada |
| 2       | Marc Burns (USA)          | 10.19 | Q                                |
| 3       | Sherwin Vries (RSA)       | 10.30 | Q                                |
| 4       | Kim Collins (SKN)         | 10.34 | q                                |
| 5       | José Carlos Moreira (BRA) | 10.46 |                                  |
| 6       | Muhammad Patoniah (INA)   | 10.92 | Millor marca personal            |
| 7       | Tyrone Omar (NMA)         | 11.00 |                                  |
| 8       | Iowane Dovumatua (FIJ)    | 11.09 |                                  |
| 9       | Tim Natua (KIR)           | 11.51 | Millor marca personal            |

La segona sèrie va ser el 25 d'agost a les 12.17 hores (UTC+9). El vent va ser d'1,0 metres per segon.
| Posició | Atleta                      | Temps | Notes                            |
| ------- | --------------------------- | ----- | -------------------------------- |
| 1       | Brendan Cristian (ANT)      | 10.16 | Q / Millor marca de la temporada |
| 2       | Craig Pickering (GBR)       | 10.24 | Q                                |
| 3       | Derrick Atkins (BAH)        | 10.25 | Q                                |
| 4       | Olusoji Fasuba (NIG)        | 10.27 | q                                |
| 5       | Sandro Viana (BRA)          | 10.46 |                                  |
| 6       | Darren Gilford (MLT)        | 10.92 |                                  |
| 7       | Keiron Rogers (AIA)         | 11.05 |                                  |
| 8       | Reginaldo Micha Ndong (GEQ) | 11.59 | Millor marca de la temporada     |
| 9       | Tika Ram Tharu (NEP)        | 11.83 | Millor marca personal            |

La tercera sèrie va ser el 25 d'agost a les 12.24 hores (UTC+9). El vent va ser de -1,5 metres per segon.
| Posició | Atleta                      | Temps | Notes                 |
| ------- | --------------------------- | ----- | --------------------- |
| 1       | Marlon Devonish (GBR)       | 10.13 | Q                     |
| 2       | Matic Osovnikar (SLO)       | 10.21 | Q                     |
| 3       | Simone Collio (ITA)         | 10.22 | Q                     |
| 4       | Gibrilla Pato Bangura (SLE) | 10.50 |                       |
| 5       | Béranger Bosse (CAF)        | 10.59 |                       |
| 6       | JJ Capelle (NRU)            | 11.02 | Millor marca personal |
| 7       | Hin Fong Pao (MAC)          | 11.21 | Millor marca personal |
|         | Francis Obikwelu (POR)      |       | Desqualificat         |

La quarta sèrie va ser el 25 d'agost a les 12.31 hores (UTC+9). El vent va ser de -1,5 metres per segon.
| Posició | Atleta                      | Temps | Notes                        |
| ------- | --------------------------- | ----- | ---------------------------- |
| 1       | Richard Thompson (TRI)      | 10.29 | Q                            |
| 2       | Anson Henry (CAN)           | 10.31 | Q                            |
| 3       | Ángel David Rodríguez (ESP) | 10.37 | Q                            |
| 4       | Idrissa Sanou (BUR)         | 10.61 |                              |
| 5       | Franklin Nazareno (ECU)     | 10.73 |                              |
| 6       | Chris Meke Walasi (SOL)     | 11.07 | Millor marca de la temporada |
| 7       | Sloane Sanitoa (ASA)        | 12.64 | Millor marca personal        |
| 8       | Mark Jelks (USA)            | 13.64 |                              |

La cinquena sèrie va ser el 25 d'agost a les 12.38 hores (UTC+9). El vent va ser de -0,1 metres per segon.
| Posició | Atleta                          | Temps | Notes                 |
| ------- | ------------------------------- | ----- | --------------------- |
| 1       | Henry Vizcaino (CUB)            | 10.21 | Q                     |
| 2       | Clement Campbell (JAM)          | 10.31 | Q                     |
| 3       | Vicente de Lima (BRA)           | 10.34 | Q                     |
| 4       | J-Mee Samuels (USA)             | 10.39 | q                     |
| 5       | Wilfried Bingangoye (GAB)       | 10.53 |                       |
| 6       | Yahya Hassan I. Habeeb (KSA)    | 10.65 |                       |
| 7       | Aisea Tohi (TGA)                | 11.10 | Millor marca personal |
| 8       | Muhammad Haziq Haji Awang (BRU) | 11.22 | Millor marca personal |

La sisena sèrie va ser el 25 d'agost a les 12.45 hores (UTC+9). El vent va ser d'1,5 metres per segon.
| Posició | Atleta                  | Temps | Notes                        |
| ------- | ----------------------- | ----- | ---------------------------- |
| 1       | Keston Bledman (TRI)    | 10.29 | Q                            |
| 2       | Asafa Powell (JAM)      | 10.34 | Q                            |
| 3       | Martial Mbandjock (FRA) | 10.36 | Q                            |
| 4       | Florin Suciu (ROM)      | 10.38 | q                            |
| 5       | Holder da Silva (GBS)   | 10.68 |                              |
| 6       | Ruslan Abbasov (AZE)    | 10.72 |                              |
| 7       | Boris Savic (MNE)       | 10.88 |                              |
| 8       | Moussa Camara (GUI)     | 11.49 | Millor marca personal        |
| 9       | Odingo Gordon (MNT)     | 11.58 | Millor marca de la temporada |

La setena sèrie va ser el 25 d'agost a les 12.52 hores (UTC+9). El vent va ser de -0,1 metres per segon.
| Posició | Atleta                  | Temps | Notes                        |
| ------- | ----------------------- | ----- | ---------------------------- |
| 1       | Nesta Carter (JAM)      | 10.17 | Q                            |
| 2       | Naoki Tsukahara (JAP)   | 10.20 | Q / Millor marca personal    |
| 3       | Patrick Johnson (AUS)   | 10.25 | Q                            |
| 4       | Rosario La Mastra (ITA) | 10.27 | q / Millor marca personal    |
| 5       | Sébastien Gattuso (MON) | 10.55 | Rècord nacional              |
| 6       | Jurgen Themen (SUR)     | 10.96 | Millor marca personal        |
| 7       | Jack Howard (FSM)       | 11.03 | Millor marca de la temporada |
| 8       | Dayne O'Hara (NFI)      | 11.49 | Millor marca personal        |
|         | Samuel Francis (QAT)    |       | No va acabar                 |

La vuitena sèrie va ser el 25 d'agost a les 12.59 hores (UTC+9). El vent va ser de -1,0 metres per segon.
| Posició | Atleta                   | Temps | Notes                        |
| ------- | ------------------------ | ----- | ---------------------------- |
| 1       | Churandy Martina (AHO)   | 10.16 | Q                            |
| 2       | Mark-Lewis Francis (GBR) | 10.21 | Q                            |
| 3       | Marc Burns (TRI)         | 10.22 | Q                            |
| 4       | Joshua Ross (AUS)        | 10.34 | q                            |
| 5       | Dariusz Kuc (POL)        | 10.42 | q                            |
| 6       | Jan Žumer (SLO)          | 10.45 | q                            |
| 7       | Mounir Mahadi (CHA)      | 11.24 |                              |
| 8       | Waleed Anwari (AFG)      | 11.75 | Millor marca de la temporada |